# Mitchell Langerak
Mitchell James Langerak (* 22. srpna 1988 Emerald, Queensland, Austrálie) je australský fotbalový brankář a reprezentant, který působí v německém klubu VfB Stuttgart.

## Klubová kariéra

### Borussia Dortmund
Od roku 2010 se stal členem kádru německé Borussie Dortmund, která jej získala z australského klubu Melbourne Victory 12. května. V sezóně 2010/11 plnil v A-týmu roli druhého brankáře, kryl záda Romanu Weidenfellerovi. Jeho bundesligový debut nastal 26. února 2011 (24. kolo) proti obhájci titulu Bayernu Mnichov (výhra 3:1). Na konci sezóny slavil s klubem zisk německého titulu.
V ročníku 2011/12 Borussia titul obhájila a Langerak navíc vyhrál i DFB Pokal, když ve finále proti Bayernu Mnichov musel ve 34. minutě nahradit zraněného Weidenfellera. Borussia zvítězila před 75 700 diváky 5:2.
V sezóně 2012/13 bundesligový titul s Dortmundem neobhájil, ten získal šest kol před koncem suverénní FC Bayern Mnichov.

### VfB Stuttgart
V červnu 2015 se dohodl na přestupu do VfB Stuttgart, společně s polským brankářem Przemysławem Tytoněm přišli jako náhrada za Svena Ulreicha (Tytoń z PSV Eindhoven).

## Reprezentační kariéra
V A-mužstvu Austrálie přezdívaného Socceroos debutoval v roce 2013.

Zúčastnil se Mistrovství světa 2014 v Brazílii.

S národním týmem Austrálie vyhrál domácí Mistrovství Asie v roce 2015.

### Externí odkazy

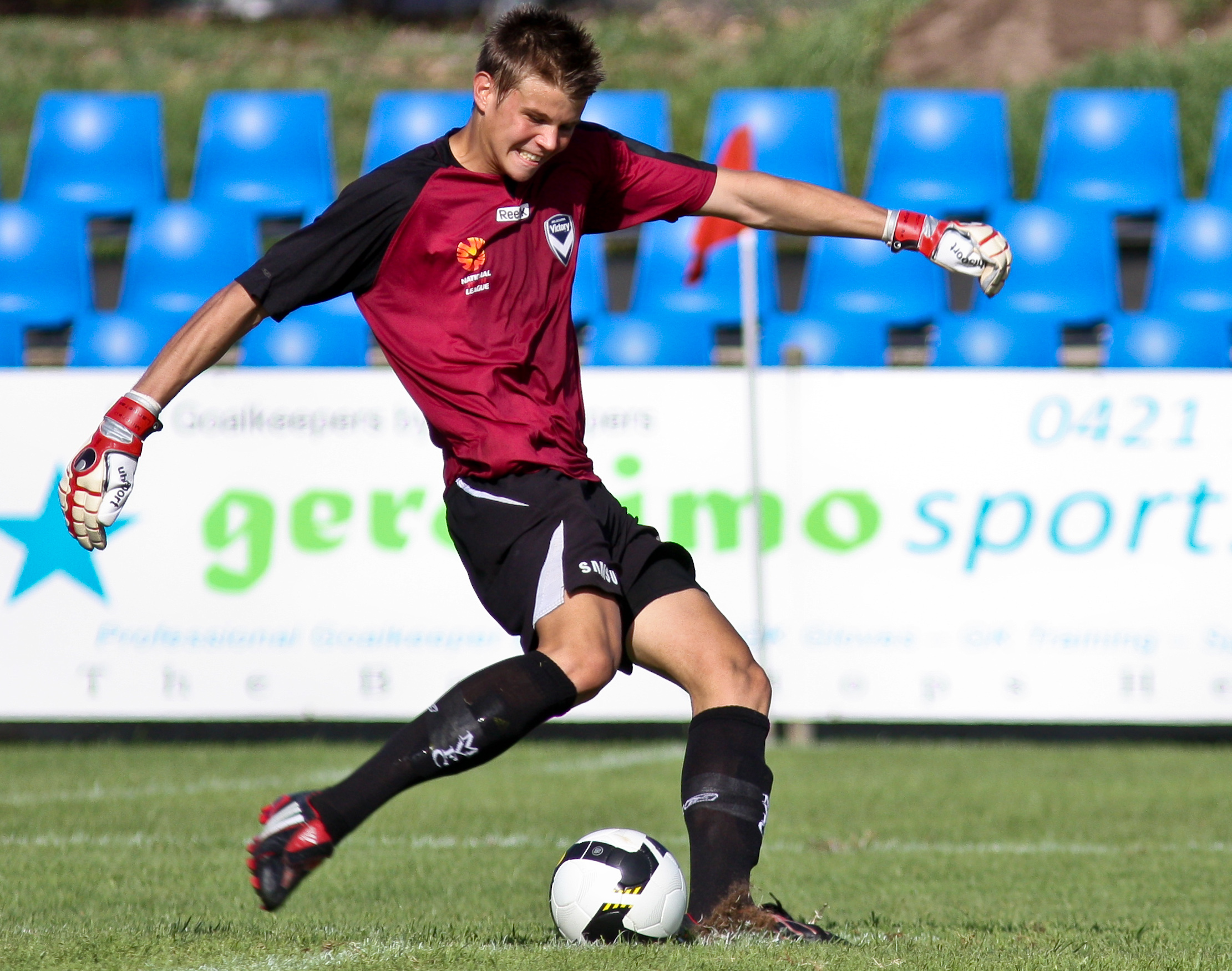
Mitchell Langerak